# Associació de Joves Estudiants de Catalunya
L'Associació de Joves Estudiants de Catalunya (AJEC) és un sindicat d'estudiants d'àmbit català.
Nascut l'any 1983, promociona la participació dels estudiants en tots els òrgans de decisió i la defensa dels seus drets davant les administracions, així com la millora de l'educació pública. Va ser la primera associació d'estudiants legalitzada després de la dictadura franquista. Tal com fan molts altres sindicats, utilitza l'adhesió o convocatòria de vaga estudiantil com a mitjà de pràctica política.

## Membres destacats
- Eva Granados Galiano
- Carles Martí i Jufresa
- Ferran Pedret i Santos
- Alícia Romero Llano
- Carles Castillo Rosique
- Raúl Moreno Montaña
- Àlex Pastor López
- José Rodríguez Fernández